# Toku-hime (Tokugawa)
Pour les articles homonymes, voir Toku-hime.
Toku-hime (督姫, 1565-3 mars 1615) est une princesse des époques Sengoku et Edo de l'histoire du Japon. Elle est la deuxième fille de Tokugawa Ieyasu ; sa mère est Nishigori no Kata (西郡の方), une des concubines d'Ieyasu. Toku-hime est aussi appelée « Ofū », « Tomiko », « Harima-gozen » et « Ryōshō-in ».

## Biographie
En 1582, la mort d'Oda Nobunaga lors de l'incident du Honnō-ji laisse les provinces de Kai et Shinano sans seigneur et la lutte entre Ieyasu et Hōjō Ujinao commence. À ce moment cependant, la force des deux est à peu près égale, et chacun sachant qu'une guerre sérieuse affaiblirait encore le vainqueur, ils cherchent la paix. Dans le cadre de l'accord, Ieyasu accepte de donner Toku pour femme à Ujinao.
En 1590, Toyotomi Hideyoshi attaque la forteresse des Hōjō au château d'Odawara lors du siège d'Odawara, et élimine les Hōjō comme puissance dominante. Ujinao fait alors appel à son beau-père Ieyasu, qui l'emporte sur Hideyoshi et afin d'épargner Ujinao et Toku, les envoie au mont Kōya. L'année suivante, Ujinao meurt. Comme Toku n'a pas d'enfants d'Ujinao, elle revient à Ieyasu.
En 1594, Hideyoshi arrange un mariage entre Toku et Ikeda Terumasa. Ils ont cinq fils, dont Ikeda Toshitaka, Ikeda Tadatsugu et Ikeda Tadakatsu. Tadatsugu devient seigneur du château d'Okayama à l'âge de cinq ans, à la suite du décès de Kobayakawa Hideaki.

## Source de la traduction
- (en) Cet article est partiellement ou en totalité issu de l’article de Wikipédia en anglais intitulé « Toku Hime » (voir la liste des auteurs).